# NGC 2148
NGC 2148 (również PGC 18171) – galaktyka spiralna (Sb), znajdująca się w gwiazdozbiorze Malarza. Odkrył ją John Herschel 4 grudnia 1834 roku.